# St. Charles (Minnesota)
St. Charles è una città degli Stati Uniti d'America, situata in Minnesota, nella Contea di Winona.